# Aleksandr Samojválov
Aleksandr Nikoláievich Samojválov, (en ruso: Алекса́ндр Никола́евич Самохвáлов, 21 de agosto de 1894, estado de Bézhetsk, Región de Tver — 20 de agosto de 1971, Leningrado) - Artista soviético, pintor y artista gráfico, miembro de la Unión de Artistas de Leningrado, uno de los representantes de la Escuela de Pintura de Leningrado.

## Biografía
Aleksandr Samojválov nació el 21 de agosto de 1894 en el estado de Bézhetsk, Región de Tver. En 1914-1923 estudió en la Academia de Bellas Artes en San Petersburgo - Petrogrado - Leningrado. Discípulo de Kuzmá Petrov-Vodkin. Participó en exposiciones desde 1914. Trabajó como pintor, muralista, artista gráfico, ilustrador de libros y escultor. En la década de 1930 fue más conocido por sus retratos de la juventud soviética, y también composiciones dedicadas al deporte de la juventud y personas progresistas de la URSS.
En la Exposición Internacional de París de 1937, Samojválov fue galardonado con una medalla de oro y dos premios Grand Prix por su pintura Una chica con camiseta a rayas (Museo Ruso), рanel monumental Atletas Soviéticos, así como ilustraciones para el libro de Mijaíl Saltykov-Shchedrín La historia de la ciudad.
En los años 1926-1928 Samojválov fue miembro «del Círculo» de Leningrado  Asociación de Artistas. En 1929-1932 fue miembro «del Оctubre» de Leningrado  Asociación de Artistas. Desde 1932, él era un miembro de la Unión de Artistas de Leningrado soviético. En 1967 fue condecorado con la Orden Lenin por su destacada contribución al desarrollo del arte soviético. Realizó exposiciones individuales de sus obras en 1963, 1968, 1975, 1994, en Leningrado - San Petersburgo y en Moscú en 1964.
Aleksandr Samojválov murió el 10 de junio de 1978 en Leningrado. Sus obras se conservan en el Museo Ruso, Galería Tretiakov y otros museos y colecciones privadas en Rusia, Estados Unidos, Francia, Italia, Finlandia, Inglaterra, España, y otros países.